# Dum-palma
Dum-palma (lat. Hyphaene),  biljni rod iz porodice palmi, dio je podtribusa Borassinae.
Sastoji se od 8 vrsta raširenih po suhim predjelima Afrike, Arapskog poluotoka, Indije i Cejlona.

## Vrste
1. Hyphaene compressa H.Wendl.
2. Hyphaene coriacea Gaertn.
3. Hyphaene dichotoma (D.White bis ex Nimmo) Furtado
4. Hyphaene guineensis Schum. & Thonn.
5. Hyphaene macrosperma H.Wendl.
6. Hyphaene petersiana Klotzsch ex Mart.
7. Hyphaene reptans Becc.
8. Hyphaene thebaica (L.) Mart.